# IC 1389
IC 1389 ist eine Spiralgalaxie vom Hubble-Typ Sc im Sternbild Steinbock auf der Ekliptik. Sie ist schätzungsweise 286 Millionen Lichtjahre von der Milchstraße entfernt. 
Das Objekt wurde am 25. August 1892 von Stéphane Javelle entdeckt.